# Moord op Henk Opentij en Mary Run
De moord op Henk Opentij en Mary Run is een Nederlandse moordzaak uit 1997. Het bejaarde stel Henk Opentij (79 jaar) en Mary Run (73 jaar) werden op zeer gewelddadige wijze om het leven gebracht tijdens een poging tot inbraak in de woning van Opentij in Amsterdam-Noord. 
Na vele jaren van onderzoek werd de zaak, dankzij een anonieme tip,  uiteindelijk als een cold case opgelost. Daders Melvin R. en Miquel K. werden in hoger beroep tot 17 jaar cel veroordeeld.  

## De moord
Op maandagavond 24 november 1997 viel het bewoners aan de Noorderbreedte in Amsterdam-Noord op dat hun buren Henk en Mary zich al een tijdje niet hadden laten zien. De brievenbus puilde uit met post. Toen een van de buren, die een sleutel van de woning in zijn bezit had, een kijkje ging nemen trof hij de stoffelijke overschotten van het bejaarde stel aan.
De twee slachtoffers bleken op gruwelijke wijze om het leven gebracht. Henk had ongeveer dertig steekwonden in zijn borststreek. Mary was met een elektriciteitskabel gewurgd en met een hamer op haar hoofd geslagen. Bij beide slachtoffers waren de kelen doorgesneden. Overal in de woning zaten bloedspetters, zelfs op het plafond. Op de eettafel lagen, keurig op een rijtje, vier messen die waren gebruikt om de slachtoffers om het leven te brengen. De messen bleken afkomstig uit de keuken van de woning van Opentij. 
De politie ging ervan uit dat de lichamen op dat moment al vijf dagen in de woning hadden gelegen en dat het stel zodoende op 19 november om het leven was gebracht. 
Uit de woning bleek alleen Henks Seiko-horloge met een waarde van omstreeks 700 gulden te zijn ontvreemd.

## Onderzoek

### Eerste onderzoek
Aanvankelijk kwam de dochter van Mary Run bij de politie als verdachte in beeld. De dochter had volgens de politie een motief. Mary en haar dochter Sylvia leefden al enige tijd met elkaar in onmin. Mary had haar dochter uiteindelijk onterfd ten gunste van haar twee kleinkinderen. En dat ging om een flinke erfenis, want Mary bezat vier huizen in Amsterdam. Voor haar betrokkenheid bij de moord bleek echter geen bewijs en Sylvia werd snel weer op vrije voeten gesteld.  
In de keuken werden schoensporen blootgelegd die mogelijk van de dader afkomstig waren. De politie wist te achterhalen dat het hier ging om afdrukken van een schoen van het merk Caterpillar. Van dit type schoen waren in de omgeving van Amsterdam slechts 20 paar verkocht. De recherche wist een aantal paren van deze schoen te traceren, maar toch liep ook dit spoor dood.  
Ondanks intensieve inspanningen belandde de zaak als cold case op de plank.  

### Heropening onderzoek
In 2008 buigt een cold case-team van de politie zich opnieuw over de zaak. Nieuwe DNA-technieken maakten het mogelijk om twee druppels bloed op het shirt van Henk Opentij bloot te leggen. Deze bloedsporen waren niet afkomstig van Henk, en dus mogelijk van de dader. Er werd een DNA-profiel opgesteld.
Het OM gelastte vervolgens een grootschalig DNA-onderzoek. 158 mannen die in het politiedossier werden genoemd werden hiervoor uitgenodigd. 138 van hen gaven aan de oproep gehoor, waaronder ook familieleden van Mary Run. Het leverde geen match op, maar wel kon worden uitgesloten dat de familieleden van Mary Run iets met de moord te maken hebben.
In december 2010 werd een verdachte opgepakt in Chili. Ook hij bleek uiteindelijk niets met de moord te maken te hebben en werd op vrije voeten gesteld.

### Doorbraak
In 2012 kwam het dan toch tot een doorbraak. Misdaadjournalist Peter R. de Vries had een anonieme tip gekregen dat Melvin R. en Miquel K. de moord op hun geweten hadden. Zij zouden zijn binnengekomen in het huis van Opentij met een sleutel die zij op straat hadden gevonden. 
Het bloedspoor werd onderworpen aan de modernste DNA-technieken waaruit kon worden gedestilleerd dat de dader van Afrikaanse afkomst was, wat overeenkwam met de mogelijke daders, die Surinaamse roots hebben. 
Op basis van DNA-verwantschapsonderzoek kon ook worden vastgesteld dat het bloedspoor matcht met het DNA van de zus van Melvin R., die reeds in de DNA-databank voorkwam.

### 'Kun jij hier nog mee leven Melvin?'
Het Openbaar Ministerie was er nog niet gerust op dat er voldoende bewijs was verzameld voor een veroordeling. Daarom werd een onconventionele opsporingsmethode ingezet. Een als postbode verklede politieagent bezorgde aan het huis van Melvin R. een pakketje. Het pakketje bevatten een krantenartikel uit De Telegraaf over de moord op Henk Opentij en Mary Run. Op het artikel was de tekst geplakt: 'Kun jij hier nog mee leven Melvin?'
De betreffende opsporingstechniek bleek succesvol. Na het ontvangen van het pakketje reageerde de verdachte heftig en emotioneel. Deze reactie maakte onmiskenbaar dat Melvin R. de moord op zijn geweten had.
Melvin R. en Miquel K. hebben tijdens politieverhoren een volledige bekentenis afgelegd.

## Rechtszaak
In 2013 veroordeelde de rechtbank Amsterdam de daders tot 15 jaar cel. In hoger beroep werd deze straf opgehoogd tot 17 jaar cel. Het Openbaar Ministerie had de maximale straf van 20 jaar geëist.
Melvin R. werd vertegenwoordigd door Gerald Roethof. De nabestaanden werden bijgestaan door Richard Korver.

## Media
- Op 5 november 2000 werd een uitzending van Peter R. de Vries: Misdaadverslaggever aan de zaak gewijd. Op 6 december 2009 maakte De Vries opnieuw een uitzending over de zaak naar aanleiding van nieuwe ontwikkelingen.
- Op 16 november 2014 zond SBS6 een documentaire over de moord uit. De daders trachtten met een kort geding (delen van) de uitzending te verbieden, maar werden in het ongelijk gesteld.[11]